# Lyropteryx terpsichore
Lyropteryx terpsichore is een vlindersoort uit de familie van de prachtvlinders (Riodinidae), onderfamilie Riodininae.
Lyropteryx terpsichore werd in 1851 beschreven door Westwood.